# آرافا
آرافا (بالفرنسية: Areva) تأسست في 2001. يقع مقرها في كوربفوا، باريس.وهو مجمع فرنسي ضخم يعمل في مجالات متعدّدة وأبرزها الطاقة النووية. كان آرافا حتى مطلع سنة 2007 الأول في العالم في هذا المجال وتحتل شركة توشيبا اليابانية المرتب الأول حاليا.
تقوم شركة أرافا باستخراج اليورانيوم من شمال النيجر ( موطن الطوارق ) وتعطي الحكومة هناك أسعار زهيدة ولا يصل منها للشمال شيء إلا تأثر السكان هناك بالإشعاع وتلوث المياه وموت الماشية مصدر الرزق الوحيد للشماليين 
وقدمت قناة الجزيرة فيلما وثائقيا بعنوان أيتام الصحراء تحدث عن تضرر السكان من نشاطات الشركة الأجنبية العاملة في بلادهم

## وصلات خارجية
- الموقع الرسمي